# Harry Humphrey Moore
Harry Humphrey Moore (Nueva York, 21 de julio de 1844 - París, 2 de enero de 1926) fue un pintor estadounidense.
Tras recibir magníficas críticas a nivel internacional, se estableció en París donde fue premiado en la exposición de 1898. Destacó como retratista y en la representación de escenas orientalistas, entonces de moda. En sus viajes por España, realizó diferentes obras y entabló amistad con pintores de su generación, entre ellos Mariano Fortuny, Martín Rico, Marchetti y Madrazo. Realizó viajes a Japón y Marruecos, donde vivió 2 años en las ciudades de Tanger y Fez.

## Vida personal
Se casó en España con Isabel de Cistué y Nieto a quien retrató en un lienzo donado al Museo de Zaragoza en 1926 por su segunda esposa, la condesa María Sabina de Goreche.

## Obras
- Interior of Japanese House (1881), óleo.
- Japanese Tea Garden (1881), óleo.
- Tea Houses in Tokyo (1881), óleo.
- Japanese Children with Tortoise (1881), óleo
- Japanese Girl Promenading (1881), óleo.
- La elegante pastora, óleo sobre lienzo, colección Bellver, Sevilla.[2]
- Retrato de Dª Isabel de Cistué y Nieto. Museo de Zaragoza, sección Bellas Artes, (1895).[3]